# Árni Gautur Arason
Árni Gautur Arason   (Reykjavík, 7 de maig de 1975) és un exfutbolista islandès de la dècada de 2000.
Fou 71 cops internacional amb la selecció islandesa.
Pel que fa a clubs, fou jugador, entre d'altres, de Rosenborg BK, Manchester City FC i Vålerenga.